# 山口貴久
山口 貴久（やまぐち たかひさ、1981年 - ）は、日本の車いすラグビー選手。神奈川県横須賀市出身。横濱義塾所属。

## 略歴
19歳で負傷。車いす陸上・車椅子ツインバスケットボールを取り組み車いすラグビーはチームメイトに紹介されたのが始めたきっかけ。パラリンピックではリオデジャネイロ大会で日本代表に選ばれてリオデジャネイロ大会では初のメダル獲得に貢献。